# 氏家町
氏家町（うじいえまち）は、栃木県の中部に位置し、塩谷郡に属していた町である。宇都宮市への通勤率は20.0%（平成12年国勢調査）。奥州街道の宿場町（氏家宿）であった。2005年3月28日以降はさくら市の中心部となっている。
2005年（平成17年）3月28日に隣の喜連川町と合併し、さくら市となったため廃止した。

## 地理
- 河川：鬼怒川

## 歴史

### 沿革
- 1889年4月1日 - 氏家村・桜野村・馬場村・押上村などが合併し氏家町発足。
- 1954年3月31日 - 塩谷郡熟田村（にいたむら）の大部分を編入。
- 1955年4月1日 - 矢板町（現・矢板市）の一部（旧片岡村大字松島）を編入。
- 1959年3月31日 - 高根沢町の一部（大字上阿久津の一部）を編入。
- 1959年4月1日 - 高根沢町の一部（大字大谷の一部）を編入。
- 1960年4月1日 - 高根沢町の一部（大字伏久の一部）を編入。
- 2005年3月28日 - 喜連川町と新設合併してさくら市となり廃止。

## 行政
- 町長
  - 滝沢喜平治
  - 大門恒作
  - 人見健次
  - 秋元喜平（2005年閉町時）

## 地域

### 教育
- 栃木県立氏家高等学校
- 氏家町立氏家中学校
- 氏家町立氏家小学校
- 氏家町立押上小学校
- 氏家町立上松山小学校
- 氏家町立熟田小学校
- 氏家町立南小学校
- 国立きぬ川学院（児童自立支援施設の一つ）

## 交通

### 空港
- 最寄りの空港：福島空港

### 鉄道路線
- 東日本旅客鉄道（JR東日本）
  - 宇都宮線（東北本線）：氏家駅 - 蒲須坂駅

### 道路
- 一般国道
  - 国道4号
  - 国道293号

## 名所・旧跡・観光スポット・祭事・催事
- 松島温泉
- 勝山城